# Lúcia Santos
Lúcia Santos (Arari, 18 de novembro de 1964)  é uma escritora e poeta brasileira.

## Biografia
Chegou a cursar Serviço Social, Letras e Filosofia na Universidade Federal do Maranhão, mas não concluiu os cursos.  Em 1986, ganhou o Prêmio Poesia da Fundação Bandeira Tribuzzi-MA. Em 1991, seu poema Clara Manhã foi classificado no VII Festival Maranhense de Poesia Falada – UFMA.. Venceu o XXIII Concurso Literário Artístico Cidade de São Luís, na categoria poesia, com o livro Batom Vermelho. Publicou quatro livros e participou de diversas antologias, sendo que vários dos seus poemas foram musicados por intérpretes brasileiros. Seu nome é citado no Dicionário Crítico de Escritoras Brasileiras, de Nelly Novaes Coelho.

## Obras
- 1992 - Quase Azul Quanto Blue
- 1997 - Batom Vermelho
- 2006 - Uma Gueixa Para Bashô
- 2016 - Nu Frontal com Tarja

## Ligações Externas
- O Estado do Maranhão. Tarjas poéticas de Lúcia Santos Data: 17 maio de 2017